# Lappkåtatjärnen (Piteå socken, Norrbotten)
Lappkåtatjärnen är en sjö i Piteå kommun i Norrbotten och ingår i Piteälvens huvudavrinningsområde. Sjöns area är 0,12 kvadratkilometer och den är belägen 404 meter över havet.